# Rezolucje Rady Bezpieczeństwa ONZ z roku 1979
Stałe miejsca w Radzie Bezpieczeństwa ONZ posiadają:
- ChRL
- Francja
- ZSRR
- Stany Zjednoczone
- Wielka Brytania

W roku 1979 członkami niestałymi Rady były:
- Gabon
- Nigeria
- Zambia
- Kuwejt
- Bangladesz
- Boliwia
- Jamajka
- Norwegia
- Portugalia
- Czechosłowacja

## Rezolucje
Rezolucje Rady Bezpieczeństwa ONZ przyjęte w roku 1979:
- 444 (w sprawie Izraela i Libanu)
- 445 (w sprawie Południowej Rodezji)
- 446 (w sprawie terytoriów okupowanych przez Izrael)
- 447 (w sprawie Angoli i RPA)
- 448 (w sprawie Południowej Rodezji)
- 449 (w sprawie Izraela i Syrii)
- 450 (w sprawie Izraela i Libanu)
- 451 (w sprawie Cypru)
- 452 (w sprawie terytoriów okupowanych przez Izrael)
- 453 (w sprawie Saint Lucia)
- 454 (w sprawie Angoli i RPA)
- 455 (w sprawie Południowej Rodezji i Zambii)
- 456 (w sprawie Izraela i Syrii)
- 457 (w sprawie Iranu i USA)
- 458 (w sprawie Cypru)
- 459 (w sprawie Izraela i Libanu)
- 460 (w sprawie Południowej Rodezji)
- 461 (w sprawie Iranu i USA)